# 13341 Kellysweeney
13341 Kellysweeney eller 1998 ST123 är en asteroid i huvudbältet som upptäcktes den 26 september 1998 av LINEAR i Socorro County, New Mexico. Den är uppkallad efter Kelly Sweeney.
Asteroiden har en diameter på ungefär 4 kilometer.